# マワスケス based on "Carton-kun"
『マワスケス based on "Carton-kun"』（MAWASKESU）はアイレムソフトウェアエンジニアリングより2007年7月19日に発売されたPlayStation Portable用のパズルゲーム。

## 概要
画面の上部から次々に「ピース」が落ちてくる。ピースには模様が描かれており、ピースを回転させて、模様が特定の図形を描けば、そのピースが消える。ピースを消すことができずに画面がピースで埋まるとゲームオーバーになる。シンプルで誰にでも楽しめるこのゲームルールは同社より2000年に発売されたPlayStation用ソフト『カートンくん』と同じである。
本作は「恋に効くパズル」というキャッチフレーズを使っており、「ペア対戦モード」が売りとなっている。このモードでは2人1組で4人同時プレイが可能。二人の協力で相手チームと戦えるようになっている。最大8人プレイも可能となっている。
また、PlayStation Portableならではの機能として、ネットワークに対応しており、専用サイトから追加ステージや背景をダウンロードできるようになっている。

## 体験版
2007年7月20日に発売されたファミ通PSP Vol.8には本作の体験版が収録されたUMDが付属した。本UMDには同じくアイレムから発売されているパズルゲーム『R-TYPE TACTICS』の体験版も同時収録されている（テンプレートには2人プレイ可能とあるが、これは同時収録の『R-TYPE TACTICS』についてであり、『マワスケス』体験版ではマルチプレイ非対応）。
公式サイトでもPCでプレイ可能なウェブ体験版が公開されている。また、公式サイトではPSPのメモリースティックDuoにダウンロード可能な体験版も配信されている。